# 南星桥站 (中国铁路)
南星桥站是一个沪昆铁路杭州绕行线上的铁路车站，位于浙江省杭州市上城区凤山路，1907年随江墅铁路的开通而启用，曾经是全路十六大零担中转站之一。目前为三等站，办理整车货运到发业务，由上海铁路局乔司直属站管理。

## 历史
南星桥站最初建于1906年，1907年8月23日随江墅铁路启用。当时车站设有3条股道，办理客货运业务，被称为玉皇或南星车站。浙赣铁路建成后，车站开始办理与浙江第一码头的水铁转运业务。至1949年，车站站房设候车室70平方米，行李房及售票房各8平方米；站场设有到发线6条（京沪铁路局和浙赣铁路局各3股）、编组及存车线4条和货物线3条，办理上行货物列车解编和小运转列车作业:232。
1953年4月，原闸口站并入本站。1957年为适应复建萧甬铁路接入杭州枢纽的需要，车站被改建为一级两场的编组站，成为当时杭州铁路分局唯一的编组站，同时承接理原杭州站办理的货运业务。1959年7月南星桥站站场再次在西区扩建1座简易驼峰，增辟有4股调车线的第三调车场；同时将车站下行至钱塘江大桥北侧的虎跑线路所复线化。随着货运量不断增长，南星桥站逐渐成为集客运、货运、编组三大功能为一体的一等站，以及中国铁路当时18个大型货运站之一。1972年艮山门站编组场开通，逐渐分流南星桥站的编组业务，南星桥站成为辅助编组站。1974年车站将横跨站场的高压线铁架外移后，增建调车线1条和设有10座台位的站修所。1976年拆除原由站房，新建三层站房一座。1984年1月，杭州至南星桥区间双线开通；同年7月江城路公铁立交桥通车，站场东侧的侯潮路及凤山门道口被撤销:232。
作为杭州站改造的附属工程，南星桥站在车站附近修建了客整所并于1998年年底投入使用；同年车站停办编组业务。同年9月，南星桥站划归艮山门站管辖:148；2005年又随艮山门站并入乔司直属站而划归乔司直属站管辖。

## 车站结构
南星桥站站房建于1976年，共有3层。车站设有侧式站台一座，长350米，被面积1350平方米的雨棚覆盖:232。车站货场位于站场东北侧。
原先车站还设有闸口货场，位于车站西南侧。2005年杭州市开始酝酿南星桥站闸口货场的搬迁计划：闸口货场的货运业务规划转移至杭州北站。2012年12月货场改建作为新建白塔公园工程的一部分开工，2014年5月1日建成开放。
南星桥站站场设有到发线8条（含2股正线），西侧通过虎跑线路所和钱塘江大桥连接:232。站场北侧的杭州机辆段杭州客整所整备线11条、存车线2条、临修线2条和牵出线1条。

## 运营状况
目前客运：现存有发往乔司站的路用通勤列车；车站西侧的杭州机辆段南星桥库区（原上海车辆段杭州整备车间）为杭州站始发的普速列车（含动集）整备；列车车底由各自的本务机车由杭州站回送，再由南星桥站站调回送至整备所内。
南星桥站货运办理整车、集装箱快运业务发到。车站设有两条专用线，一条通往杭州木材有限公司，主要发送木材、活性炭等货品；另一条通往杭州机辆段望江门库区，主要运送货品为煤。

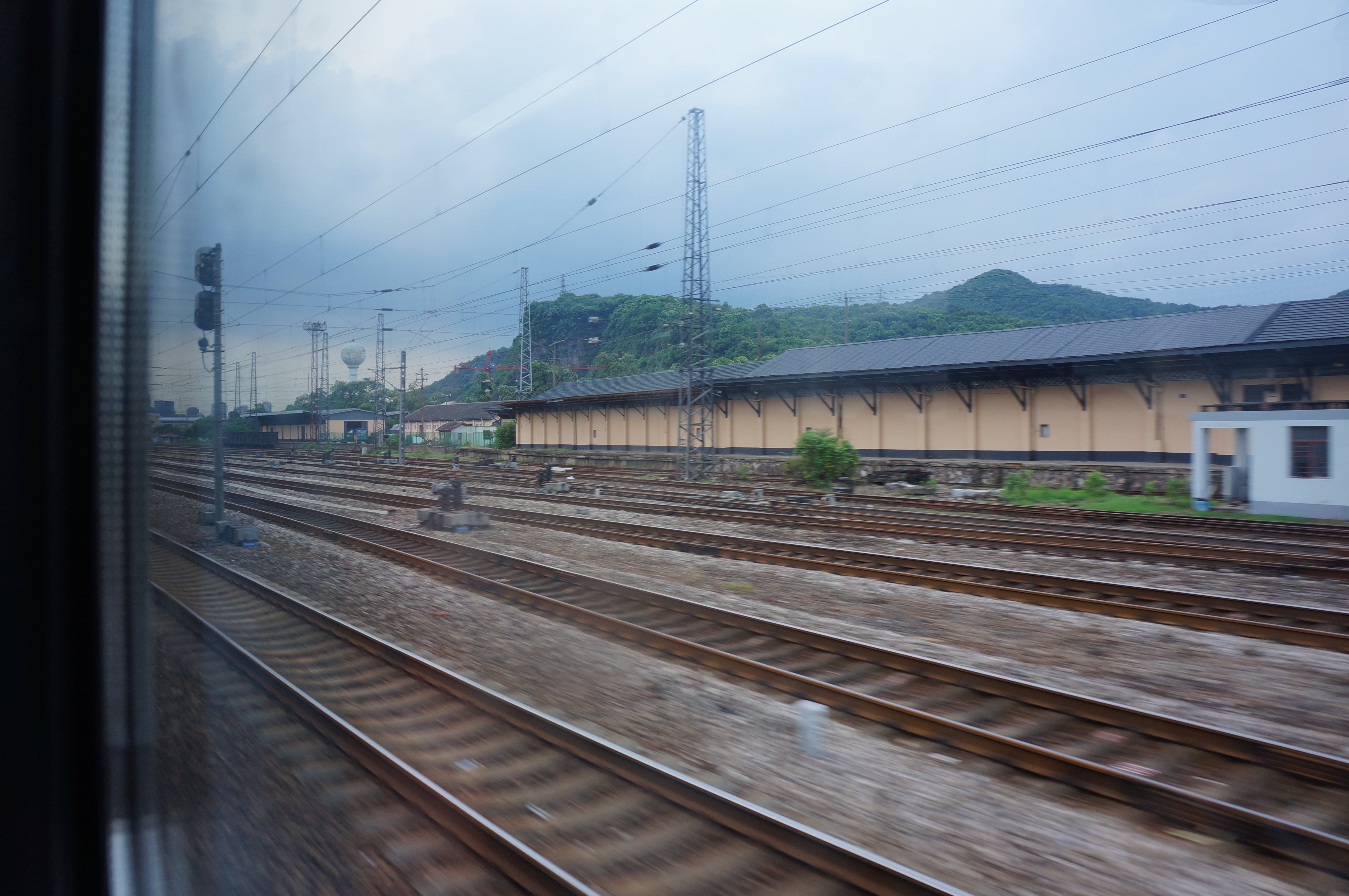
车站站场
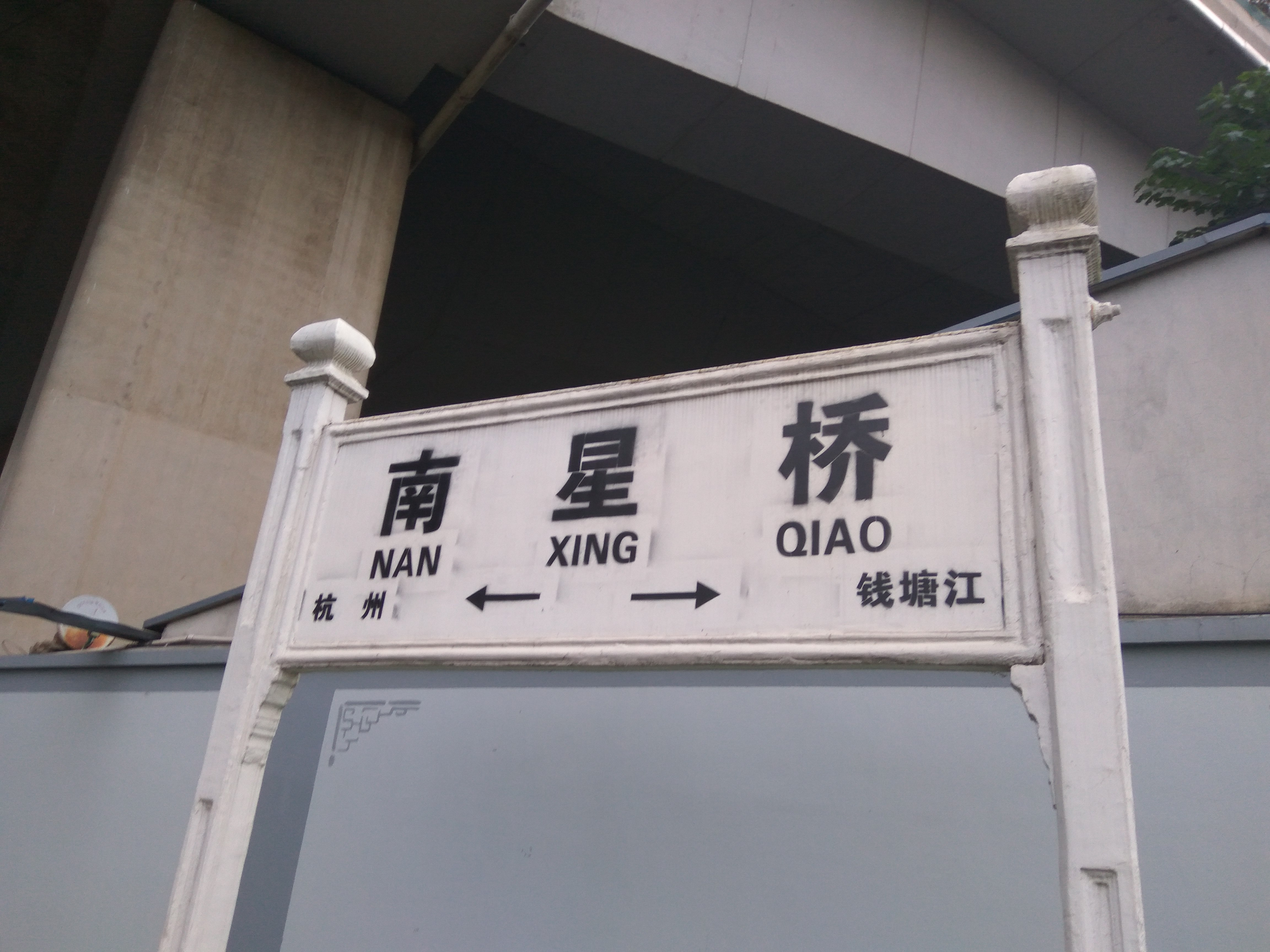
车站站牌
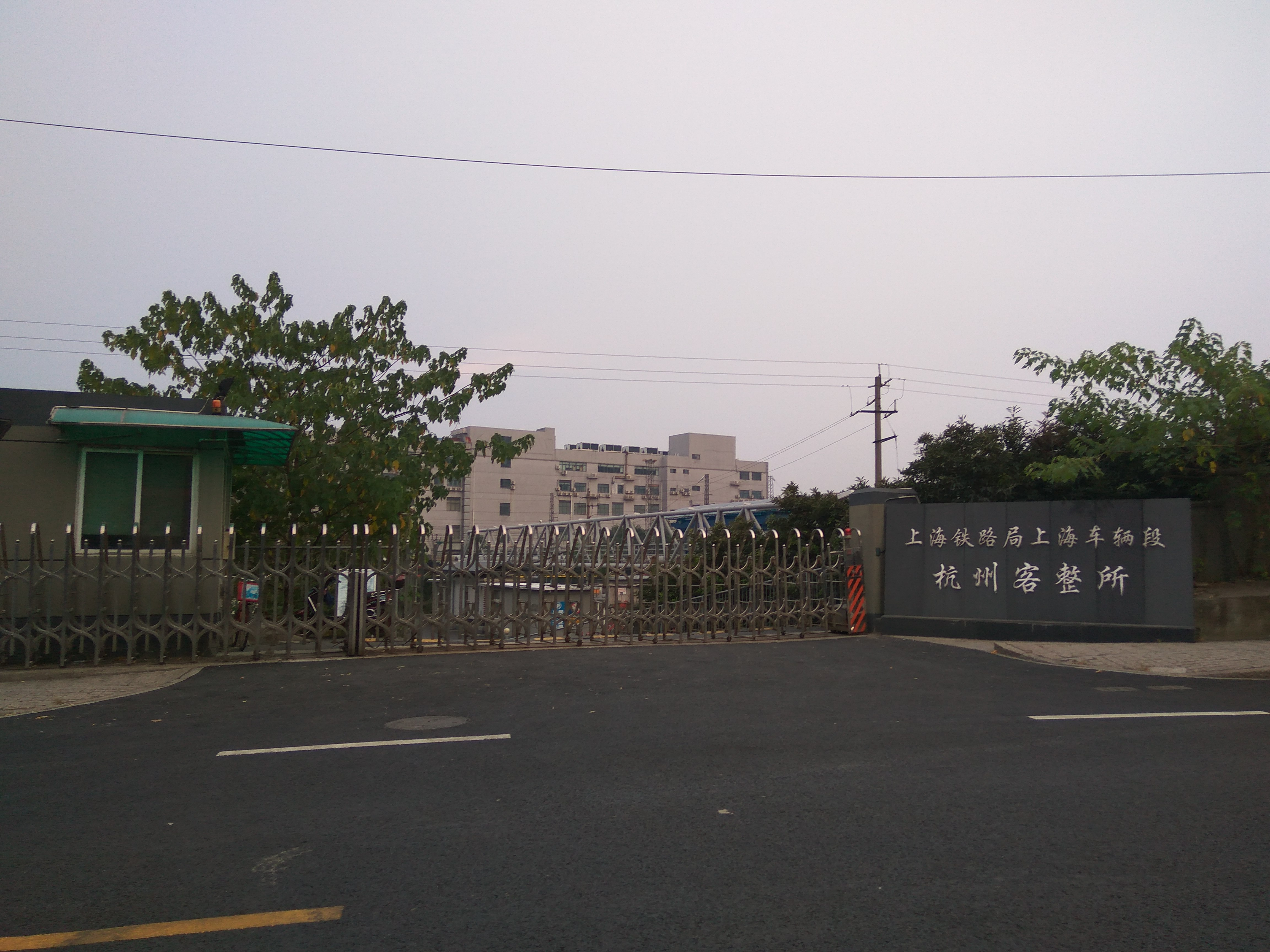
杭州客整所
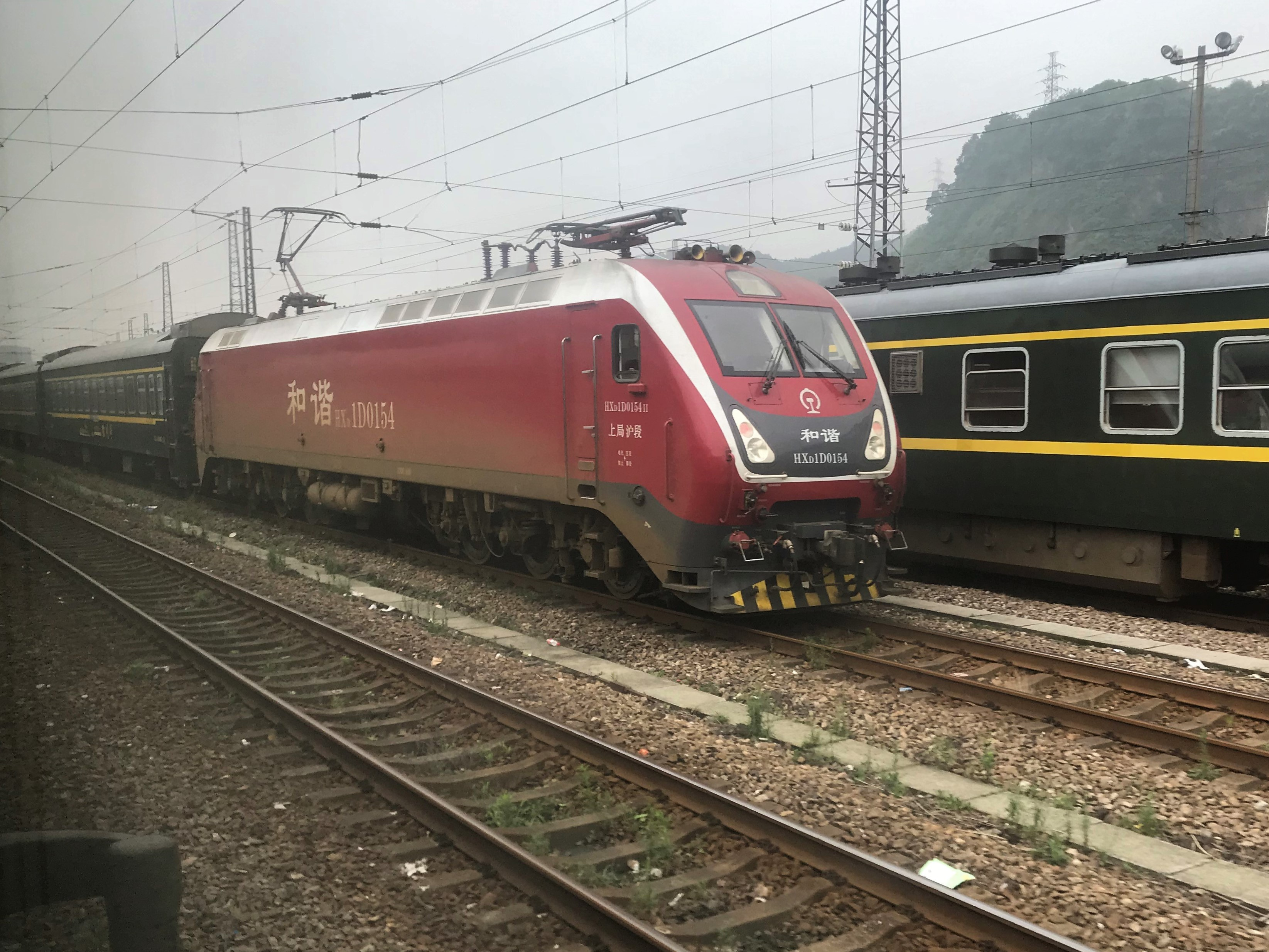
HXD1D牵引0K1806次列车于站内整备
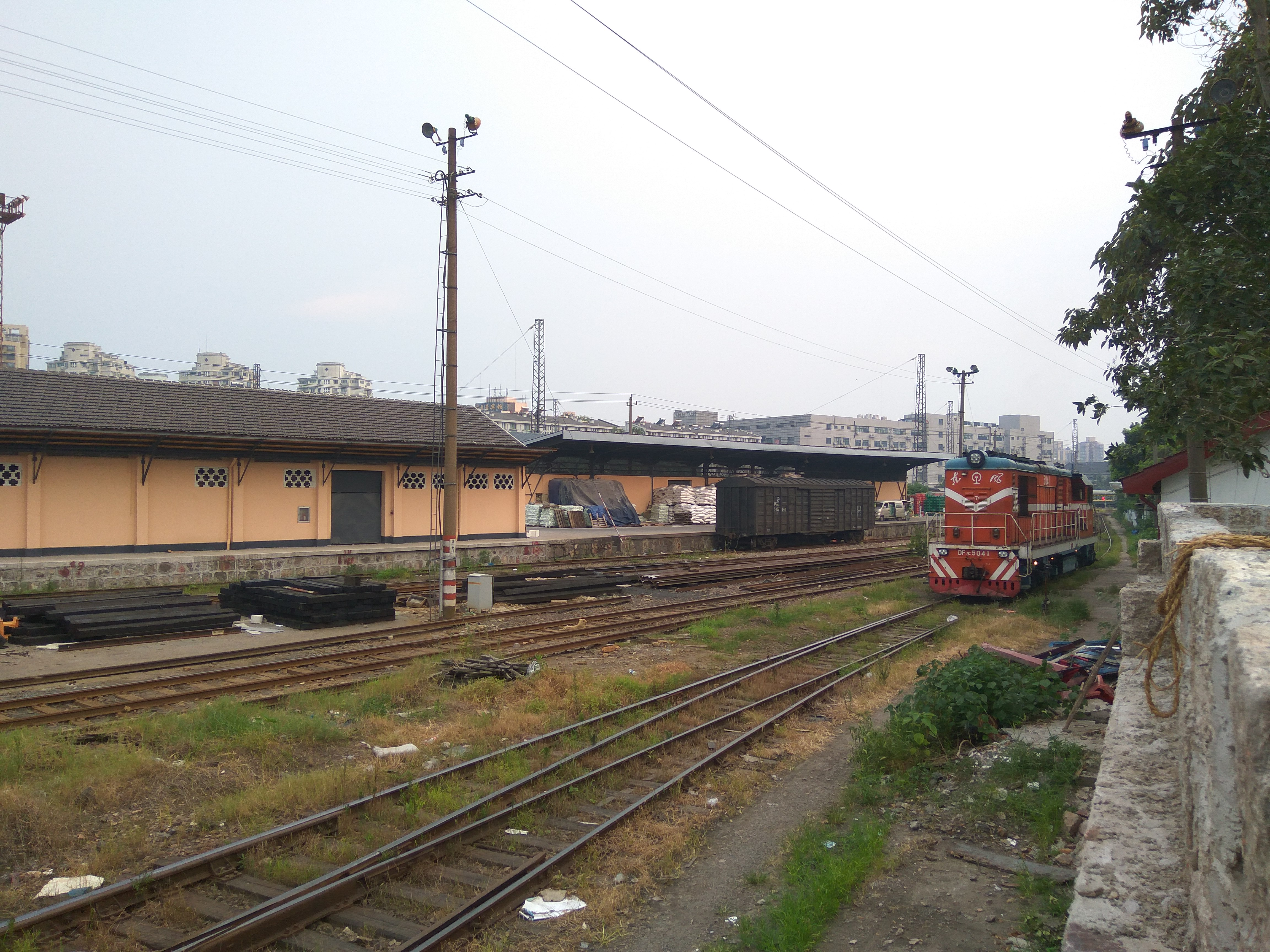
车站货场
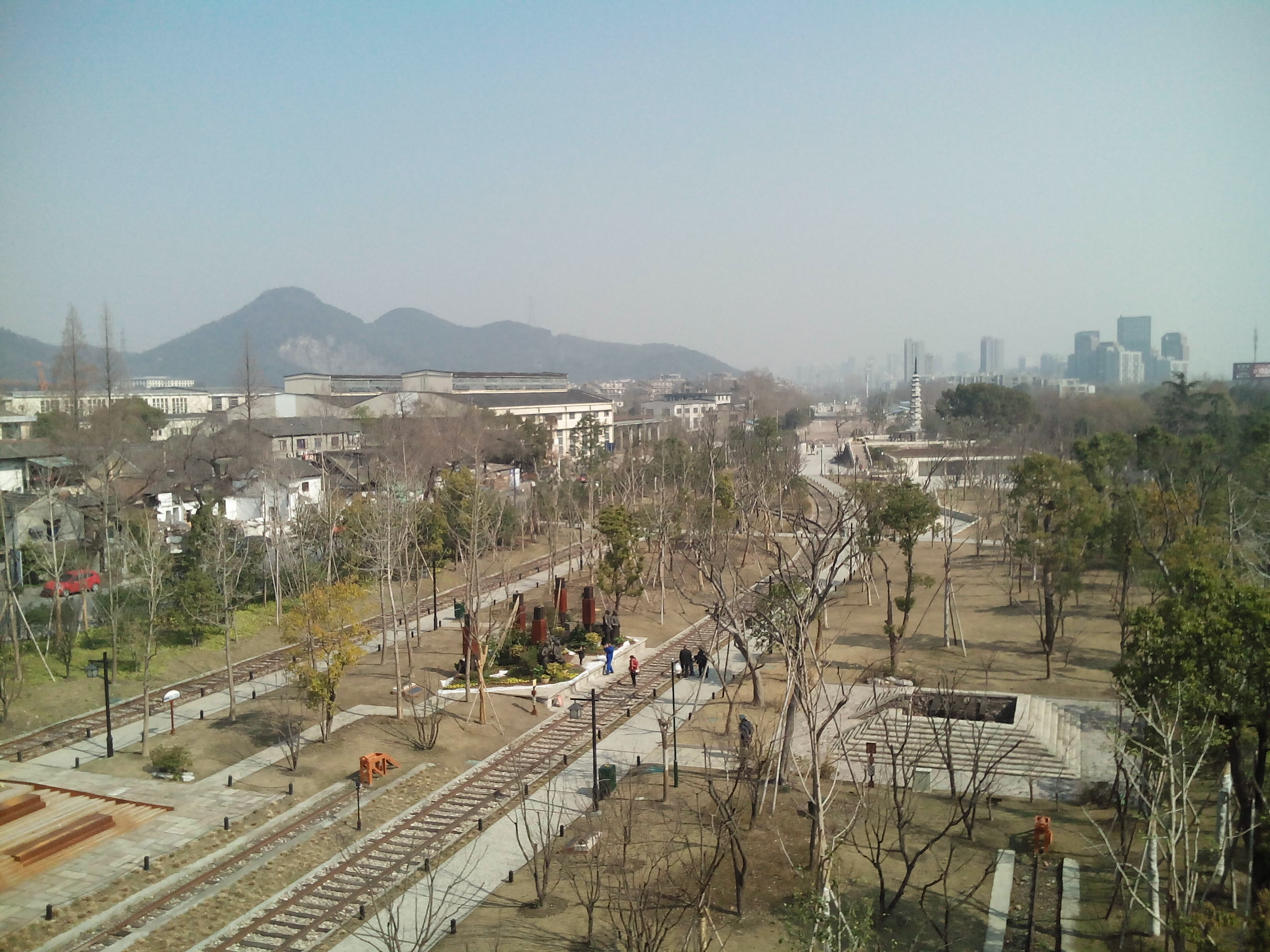
原闸口货场已被改建为白塔公园